# Longa (Boura)
Pour les articles homonymes, voir Longa.
Longa est un village rural situé dans le département de Boura de la province de Sissili dans la région du Centre-Ouest au Burkina Faso.